# 혜전대학교
혜전대학교(彗田大學校, Hyejeon College)는 대한민국 충청남도 홍성군에 위치한 사립 전문대학이다.

## 연혁
1981년 12월 10일, 학교법인 혜전학원에 의하여 혜전전문대학이 설립되었다. 이듬해 3월 16일 개교하였다. 1983년 1월 15일 부속유치원(현 혜전대학교부속유치원)을 설치하고, 1998년 5월 1일 혜전대학으로 교명을 변경하고, 2012년 3월 1일에 혜전대학교로 교명을 변경하여 현재에 이른다.

## 교육편제
혜전대학교는 간호, 자연과학, 공학, 인문사회 등 4개 계열을 자체 설정하고 19개 학과를 설치하여 전문학사 학위 과정을 교수하고 있다.

## 캠퍼스 풍경
혜전대학교는 충청남도 소재 사립 전문대학으로, 홍성읍에 그 캠퍼스가 위치한다. 캠퍼스 내 약 10동의 건축물이 위치한다. 충서로에서 뻗어나온 대학길을 통해 접근이 가능하다. 캠퍼스 동부로 청운대학교 홍성캠퍼스와 접하며, 남부에 부속유치원이 위치하고 있다.

## 같이 보기
- 청운대학교